# TSV 1899 Röthenbach
Der „TSV 1899 Röthenbach e. V.“ ist ein bayerischer Sportverein aus der Stadt Röthenbach an der Pegnitz im Landkreis Nürnberger Land.

## Geschichte
Der TSV Röthenbach wurde 1899 gegründet. Er ist ein Mehrspartensportverein und bietet neben Handball auch die Sportarten Fußball, Tennis, Gewichtheben, Petanque, Gymnastik, Zumba, Kegeln und Kindersport an.

## Handball
1946 war das Gründungsjahr der Handballabteilung, dessen Frauenmannschaft 1991 den bayerischen Pokalwettbewerb gewann, an der Hauptrunde des DHB-Pokals teilnahm und zweimal nach dem Gewinn der ostbayerischem Meisterschaft in die fünftklassige bayerische Landesliga aufsteigen konnte.
Die Handballabteilung des TSV-R befindet sich im Wiederaufbau und nimmt 2023/24 mit drei Nachwuchsmannschaften am Spielbetrieb des Bayerischen Handballverbandes (BHV) teil.

### Erfolge
Frauen
- DHB-Pokal Hauptrundeneilnehmer 1991/92, 1998/99
- Bayerischer Pokalsieger 1991
- Aufstieg in die Landesliga 2017
- Ostbayerischer Meister 2017
- Ostbayerischer Vizemeister 2014

## Spielstätten
- Schulsporthalle Diepersdorfer Hauptstraße 40, 91227 Diepersdorf
- Steinberghalle Geschwister-Scholl-Platz 1, 90552 Röthenbach